# Plagiolepis klinsmanni
Plagiolepis klinsmanni är en myrart som beskrevs av Mayr 1868. Plagiolepis klinsmanni ingår i släktet Plagiolepis och familjen myror. Inga underarter finns listade i Catalogue of Life.